# James Joseph Dresnok
James Joseph Dresnok (Norfolk (Virginia), 24 november 1941 – Pyongyang, november 2016) was een Amerikaans militair, Noord-Koreaanse leraar Engels, vertaler en acteur. Hij is bekend geworden als Amerikaanse overloper naar Noord-Korea. Hij leefde sinds het overlopen in 1962 in de hoofdstad Pyongyang en hij was tot aan zijn pensioen werkzaam als leraar Engels en acteur in films waarin hij vaak een van de 'Amerikaanse imperialisten' speelde. Ook heeft hij diverse werken van Kim Il-sung vertaald van het Koreaans naar het Engels.
Hij werd op 28 januari 2007 in een televisieprogramma van CBS gepresenteerd als de toen laatst levende overloper van de Verenigde Staten in Noord-Korea en was de hoofdpersoon in de documentaire Crossing the Line.
In augustus 2017 werd door zijn kinderen bekendgemaakt dat hij in november 2016 in Noord-Korea was overleden.
- Bibliothèque nationale de France: cb16603289w (data)
- Gemeinsame Normdatei: 1306333903
- International Standard Name Identifier: 0000 0000 5901 5750
- Library of Congress Control Number: no2009050762
- Nationale Bibliotheek van Israël: 987007574198005171
- Virtual International Authority File: 86321656
- WorldCat: E39PBJckP8wMCkmy389fRrfTHC